# 史德文
史德文（Albert Leroy Shelton，1875年—1922年）是一位美国基督会传教士，自1903年至1922年在西藏东部康区的城镇巴塘传教。

## 早年
史德文于1875年6月9日出生在印第安纳波利斯。父亲约瑟夫·谢尔顿是一个木匠。1880年,全家搬到了波旁县 (堪萨斯州)的一个农场，1884年移居哈珀县 (堪萨斯州)，1892年再移居堪萨斯西部大平原格兰特县 (堪萨斯州)。1899年4月27日他娶了Flora Flavia Beal（生于1871年9月28日）。
史德文曾就读于堪萨斯州恩波利亚州立大学，又在肯塔基大学学习医学，于1903年毕业。同年，他被基督会差会任命为传教士。1903年9月29日，他在旧金山登船前往中国前，被任命为牧师 。
史德文夫妇有两个孩子:Dorris伊万杰琳, 出生于1904年8月25日；多萝西 Madelon,出生于1907年5月27日,两人都出生在中国康定。

## 边疆传教站
史德文夫妇前往中国，同行的女医生苏珊娜·卡尔森 Rijnhart,在1898年曾试图访问拉萨。她的丈夫和婴儿都在途中丧生。
史德文夫妇和 Rijnhart 抵达中国，沿长江坐船、步行和骑马溯流而上，通过崎岖的喜马拉雅山脉东部地区，在1904年3月15日到达边疆贸易中心康定，当时称为打箭炉。
1908年,史德文夫妇和另一个传教士家庭，浩格登夫妇，来到康定以西十七天路程的巴塘，这是个仅有350户藏民的城镇, 在西藏的康区,建立了一个传教站。这是巴塘的第一个基督教传教站。
史德文是一个不知疲倦的旅行者，利用他的医学知识接近中国和西藏官员，使他在整个地区受到欢迎。康区是试图控制区域的中国与抵制汉人的康巴藏族之间的一个战场。

## 西藏古玩的讲师和销售商
1910年，史德文一家回到美国休假。他们从巴塘到旧金山花了89天。史德文带回了一些西藏艺术品和古玩，以2000美元的价格卖给纽瓦克博物馆。他在全美各地演讲，为基督会差会的扩展筹款，获得了“传教士英雄”的身份。他的妻子 Flora 出版了她的第一本书《西藏边疆的阳光和阴影》
由于康区的战争和混乱，史德文夫妇返回中国推迟到1913年。在1914年7月，他们回到巴塘连同其他两个基督会传教士家庭，浩格登和哈德。传教士们资助在他们居住和工作的西藏小城建起了舒适的大院。史德文继续摄影，并收集西藏艺术卖给博物馆。他还收治各种各样的病人，包括在与藏人战斗中受伤的中国士兵。史德文在这片广阔的地区旅行，他的一家在许多方面都西藏化了。史德文在1920年初被强盗绑架，囚禁了两个月后才获救。

## 回到美国
史德文一家于1920年回到美国。他现在是一个名人。1921年在国家地理杂志发表了一篇文章《生活在西藏东部的人民中》，同年又出版了《Pioneering in Tibet》一书。他继续收集西藏艺术品，拍摄照片，出售给纽瓦克博物馆，获得超过4000美元。纽瓦克博物馆举行了一场关于西藏物品的特别展览。他与约翰·戴维森·洛克菲勒共进晚餐，并卖给他的妻子一些西藏首饰 。

## 去世
史德文在1921年底回到巴塘。他的妻子陪他到中国，但没有去巴塘。他们的两个孩子留在美国上学。史德文的目标是深入西藏建立传教站，最终到达拉萨，但是最初的目旳地是芒康宗嘎托（今嘎托鎮）。1922年2月16日，他在去嘎托的路上，離巴塘几英里處被强盗袭击，第二天因枪伤去世，葬在巴塘。
史德文去世后，巴塘的基督会传教站因为内部异议开始瓦解，在1932年关闭。

## 腳註
1. ↑  Wissing,  pp. 7-24, 39
2. ↑  Wissing, pp. 33-45
3. ↑  Wissing, p. 93
4. ↑  Duncan, Marian L.  A Flame of the Fire: The Batang Tibetan Mission of the Disciples of Christ Missions （页面存档备份，存于）, accessed 2017-10-12, p. 118-119
5. ↑  Wissing, pp. 95-104
6. ↑  Wissing, 117-128
7. ↑  Wissing, pp. 127-159, 186-198
8. ↑  Wissing, pp. 305-306
9. ↑  Wissing, pp. 217-229